# Решад Екрем Кочу
Решад Екрем Кочу (тур. Reşad Ekrem Koçu; Истанбул 1905 — Истанбул 6. јул 1975) био је турски писац и историчар. 

## Биографија
Рођен је у чиновничко-учитељској породици 1905. године у Истанбулу. Мајка му је била пашина кћер, а отац је дуго радио као новинар. Кочу је био сведок ратова, сеоба, пораза који су уништили османску државу, а Истанбул осиромашили. Део детињства је провео у босфорској вили која је касније изгорела. Кочу је дипломирао историју у Истанбулу 1931. године и почео да ради као асистент на факултету код професора Ахмеда Рефика.  Овде је припремио свој рад под насловом Османски уговори и капитулације 1300-1920 и Уговор из Лозане (Истанбул, 1934). Писао је чланке у часописима и на тај начин зарађивао за живот.
Последње године живота провео је у стану близу босфорске виле где је пренео своју архиву. Младић по имену Мехмет, којег је усвојио Решад Екрем, који се никада није оженио, продао је и дистрибуирао сву архивску грађу након његове смрти.
Једно време је предавао историју у гимназијама. 

## Одабрана библиографија у библиотекама у Србији
Кочу је био познат по својим анегдотама, романима, причама и студијама о историјским темама и свом најважнијем делу, Енциклопедији Истанбула. Током своје наставничке каријере писао је песме, приче и романе за децу у разним часописима и новинама.
Објављивао је историјске романе и романсирао монографије о историјским ликовима. У новембру 1944. почео је да објављује фасцикле Енциклопедије Истанбула, коју је дефинисао као велики регистар града, фокусирајући се на историјске, географске, архитектонске, књижевне, фолклорне и културне теме.
- Енциклопедија Истанбула
- Türk giyim, kuşam ve süslenme sözlüğü, 1967.
- Ahmed Refik : hayati, seçme şiir ve yazilari, 1938.
- Çocuklar : hatiralar ve hikâyeler, 1938.
- Tarihimizde garip vakalar, 1958